# 艾哈省
艾哈省（西班牙語：Provincia de Aija），是秘魯的省份，位於該國北部安卡什大區，首府是艾哈，建立於1936年3月5日，面積696.72平方公里，2007年人口7,995，人口密度每平方公里11.48人。
9°46′55″S 77°36′39″W / 9.781887°S 77.610856°W